# Los Solidarios
Los Solidarios - également appelé Crisol - est un « groupe d'action » ou un « groupe armé d'autodéfense » formé, à l'initiative de la Confédération nationale du travail, en octobre 1922 à Barcelone en réponse au pistolérisme, politique d'assassinats ciblés de militants syndicalistes par certains milieux patronaux, couverts par les autorités gouvernementales espagnoles, surtout en Catalogne.

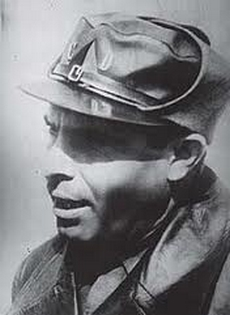
Buenaventura Durruti.

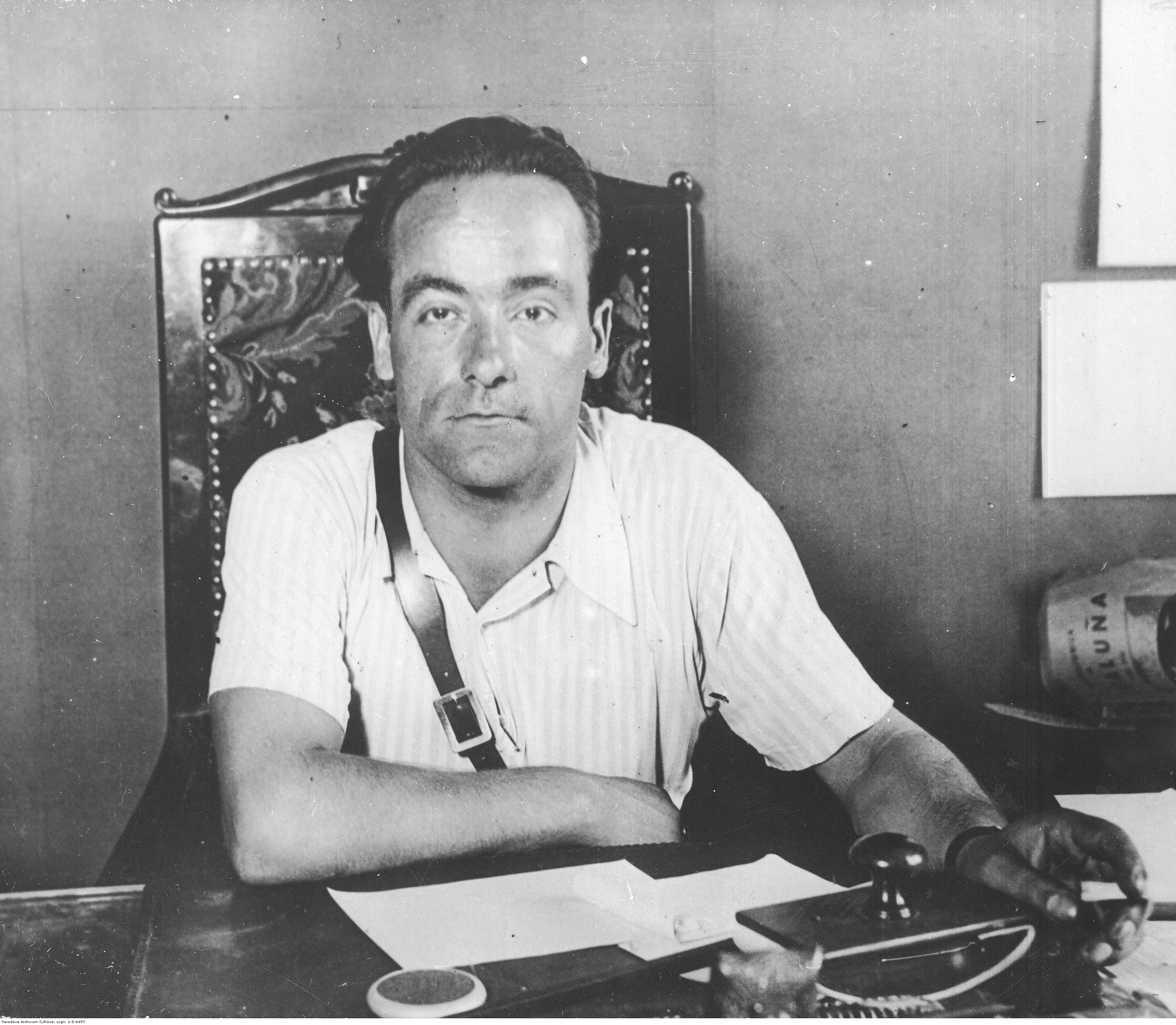
Juan García Oliver.

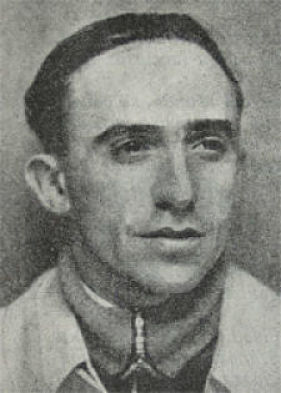
Francisco Ascaso.

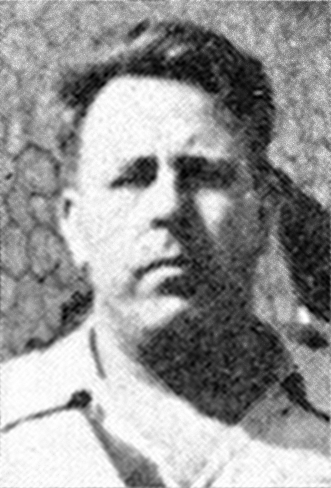
Ricardo Sanz.

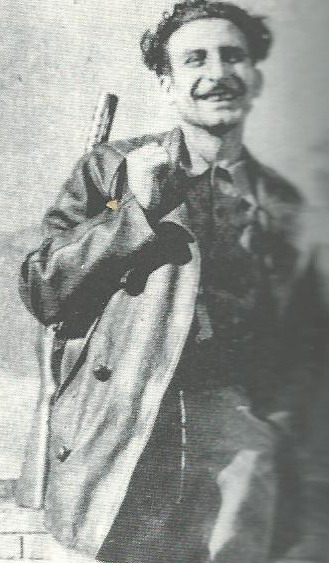
Antonio Ortiz Ramírez.

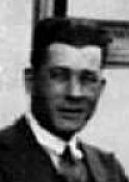
Miguel García Vivancos.

Composé de quatorze jeunes ouvriers, ce groupe affinitaire réunit, entre autres, Buenaventura Durruti (1896-1936), Joan García Oliver (1901-1980), Francisco Ascaso (1901-1936), Miguel García Vivancos (1895-1972), Ricardo Sanz (1898-1986), Ramona Berri, Eusebio Brau, Manuel Campos et Aurelio Fernández,,
Revendiquant l'assassinat de plusieurs personnalités liées, d'après eux, au pistolérisme (dont le cardinal Juan Soldevilla y Romero et l'ex-gouverneur Faustino Regueral de Bilbao), le groupe se finance en menant des braquages à main armée (« expropriations ») dans des banques.
En 1923, le groupe dévalise la Banque d'Espagne à Gijón. L'argent sert à venir en aide aux familles de militants emprisonnés.
Partisan d'un « anarchisme pur », le groupe s'oppose dans le mouvement libertaire espagnol au courant « syndicaliste » (« possibilisme libertaire ») rassemblé, en 1931, autour du Manifeste des Trente. Son influence est importante dans le domaine de l'action mais faible sur le plan politique.
En 1933, après la légalisation de la Confédération nationale du travail, la plupart des membres se retrouvent dans le groupe Nosotros (Nous en espagnol) qui défend des positions anarchistes au sein de la confédération.

## Histoire
Los Solidarios succède à un groupe appelé Los Justicieros créé à Saragosse.
En mars 1923, immédiatement après l’assassinat du célèbre dirigeant de la CNT Salvador Seguí, la Confédération nationale du travail crée un Comité d’action composé de Juan Peiró, Camilo Piñón, Narciso Marcó et Ángel Pestaña, qui charge Juan García Oliver d’obtenir par tous les moyens les fonds nécessaires à la lutte armée.
Los Solidarios aura pour objectif l'achat et le stockage d'armes dans le but de riposter au pistolérisme patronal et d'anticiper une future dictature du général Miguel Primo de Rivera.

### Actions notables
Le 17 mai 1923, à León alors que la ville célèbre la Fiesta Mayor, les anarchistes Gregorio Suberviela et Martinez Garzon abattent l'ex-gouverneur Faustino González Regueral qui sort d'un théâtre (il était un des responsables du pistolérisme patronal et de la répression du début des années 1920). Les deux activistes réussissent à prendre la fuite malgré la présence des gardes du corps et de la police
Le 4 juin 1923, à Saragosse, Francisco Ascaso et Rafael Torres Escartín (es) aidés des militants Juliana López et Esteban Salamero abattent l'archevêque-cardinal Juan Soldevilla y Romero et le religieux qui l'accompagne en les criblant de balles alors qu'ils circulent dans une automobile. Le cardinal Soldevila aurait été, d'après les anarchistes, le principal financier et recruteur des pistoleros du patronat de Saragosse.
Ces actions interviennent quelques semaines après l'assassinat à Barcelone de Salvador Seguí (10 mars 1923), l'un des principaux leaders de la CNT en Catalogne,.
Le 1er septembre 1923, à Gijón, Durruti, Rafael Torres Escartín (es), Gregorio Suberviela et Eusebio Brau achètent des armes dans le but de s'opposer à une future dictature de Primo de Rivera et attaquent en plein midi la Banque d'Espagne de Gijón et s'emparent de 650 mille pesetas. Couvrant la fuite de leurs complices, Eusebio Brau et Rafael Torres Escartín (es) opposent un feu nourri à la police, mais ne peuvent semer leurs poursuivants. Localisé le lendemain près d'Oviedo, Eusebio Brau est tué après avoir résisté à la police. Escartín, arrêté, sera torturé avant d'être emprisonné.
Le 24 mars 1924, à Barcelone, la police opère un coup de filet contre les activistes du groupe Los Solidarios : Gregorio Suberviela qui tente de s'échapper tombe sous les balles des policiers ainsi que Marcelino del Campo qui est tué après avoir mortellement blessé plusieurs policiers. Les frères Ceferino et Aurelio Fernández Sánchez (es) ainsi qu'Adolfo Ballano, sont arrêtés sans avoir eu le temps de faire usage de leurs armes. Quant à Gregorio Jover, arrêté et conduit au commissariat, il s'en évade en trompant la vigilance de ses gardiens et en sautant par une fenêtre. Domingo Ascaso (es), parvient aussi à s'échapper après avoir tenu en respect les policiers venus l'arrêter.

### Publications
Le groupe finance plusieurs publications dont Cristol, revista grafica de ideas, ciencia y arte et, imprimé en France, le journal Liberion, organe de la Fédération des groupes anarchistes de langue espagnole, rebaptisé Iberion après l'interdiction ministérielle de mars 1924.

### Exil
Après ces actions, sous la pression de la dictature de Miguel Primo de Rivera et à la demande de la Confédération nationale du travail le groupe se dissout. Durruti, Ascaso, Jover et d'autres membres fuient vers la France, puis en Amérique latine en 1924. Les trois arrivent au Chili en 1925.
Durruti, Ascaso, Jover retournent ensuite en France où ils vivent dans la clandestinité. Accusés de tentative d'assassinat sur la personne du roi Alfonso XIII en visite à Paris, ils sont emprisonnés en 1927. À l'initiative d'un Comité international du droit d’asile (CIDA) animé par Nicolas Faucier et de Louis Lecoin, une campagne en faveur de l'amnistie des trois militants aboutit à leur libération. Expulsés de France, ils obtiennent l'autorisation de s'installer en Belgique.

### Postérité
Oliver, Durruti et Ascaso sont parfois surnommés les « trois mousquetaires de l'anarchisme espagnol », qui eux aussi, étaient quatre, avec Jover.
Il existe un enregistrement sonore d'un discours prononcé par Joan García Oliver qui décrit les membres du groupe, y compris lui-même, comme « les meilleurs terroristes de la classe ouvrière, ceux qui pourraient le mieux répondre coup pour coup au terrorisme blanc contre le prolétariat », en citant comme exemple les meurtres de Salvador Seguí et Francesc Layret (en).

## Nosotros
Avec la proclamation de la Seconde République espagnole (1931), certains membres, qui ont réussi à revenir en Catalogne, intègrent la Fédération anarchiste ibérique en 1933 sous le nom de Nosotros (Nous en espagnol), et défendent des positions anarchistes au sein de la Confédération nationale du travail.
À cette époque, le groupe réunit, entre autres, Francisco Ascaso, Buenaventura Durruti, Joan García Oliver, Aurelio Fernández Sánchez (es), Ricardo Sanz, Miguel García Vivancos, Gregorio Jover, José Pérez Ibáñez (« El Valencià »), Quico Sabaté et Antonio Ortiz Ramírez.
Avec le début de la révolution sociale espagnole de 1936, le groupe cesse d'agir en tant que tel.
Le 20 novembre 1937, au cimetière de Montjuich (Barcelone), Juan García Oliver rend hommage à Durruti, tué un an plus tôt sur le front de Madrid. L’ex-ministre de la Justice du gouvernement Largo Caballero remonte le cours de l’histoire : « Je n’ai pas honte de le dire, je le confesse avec fierté, nous avons été les rois du pistolet ouvrier de Barcelone, les meilleurs terroristes de la classe ouvrière… “Nosotros”, ceux qui n’ont pas de nom, ceux qui n’ont pas d’orgueil, ceux qui ne forment qu’un bloc, ceux qui payent l’ un après l’autre, “Nosotros”… La mort n’est rien, nos vies individuelles ne sont rien ! Tant que l’un de nous vivra, “Nosotros” vivra ! »

## Commentaires
Selon José Fergo dans la « revue de critique bibliographique et d'histoire du mouvement libertaire », À contretemps : « [En 1923], l’assassinat de Salvador Seguí à Barcelone conduit les instances dirigeantes de la CNT, constituées en « commission exécutive », à [...] former un groupe d’action armé [...] « Los Solidarios » sans que ses membres sachent le moins du monde qu’ils sont, de fait, le bras armé d’un état-major de guerre. La légende a retenu une version plus glorieuse - plus anarchiste aussi - de cette histoire : celle d’un groupe d’affinité né spontanément pour pallier les carences d’une CNT dirigée par des réformistes. Sur ce point, El eco de los pasos remet indiscutablement l’histoire sur ses pieds. L’épopée des « Solidarios » se solde par un échec. Ses deux principaux faits d’armes - l’exécution, à Saragosse, du cardinal Soldevila et celle, à Tolède, de Regueral, ancien gouverneur de Bilbao - relèvent de l’initiative personnelle de ses auteurs. Ils sont, en tout cas, sans lien avec les objectifs fixés par la « commission exécutive », qui décide, d’un commun accord avec García Oliver, de dissoudre le groupe. »

## Membres notoires
- Juan García Oliver
- Buenaventura Durruti
- Francisco Ascaso
- Antonio Ortiz Ramírez
- Gregorio Jover
- Ricardo Sanz
- Domingo Ascaso (es)[34]
- Antonio Martín Escudero (es)
- Miguel García Vivancos
- Rafael Torres Escartín (es)

## Vidéo
- (es) Mateo Santos, Juan García Oliver, ministre de Justice, durant l'inauguration du monument à la mémoire de Durruti, Francisco Ascaso et Francisco Ferrer au cimetière de Montjuïc de Barcelone, 20 novembre 1937, voir en ligne.

## Cinéma
- Gun City (La sombra de la ley).

## Notices
- Fideus : notice.
- (ca) « Los Solidarios », Gran Enciclopèdia Catalana, sur enciclopedia.cat, Barcelone, Edicions 62..
- (es) Miguel Iñiguez, Esbozo de una Enciclopedia histórica del anarquismo español, Fundación de Estudios Libertarios Anselmo Lorenzo, Madrid, 2001, page 581.
- (en) Libcom : notices.